# Totoral (Poopó)
Totoral es una localidad de Bolivia, ubicada en la región del Altiplano. Administrativamente se encuentra en el municipio de Pazña de la provincia de Poopó en el departamento de Oruro. El pueblo está a una altitud de 3905 m s. n. m. en el curso alto del río Antequera, que luego desemboca en la parte oriental del lago Poopó.

## Geografía
Totoral está ubicado en el Altiplano boliviano en el borde occidental de la Cordillera Azanaques, que forma parte de la Cordillera Central.
La temperatura media anual de la región es de unos 6 °C y la precipitación anual es de 325 milímetro La región tiene un clima diurno pronunciado, las temperaturas medias mensuales varían sólo ligeramente entre 1 °C en julio y unos 8 °C de noviembre a marzo. La precipitación mensual es inferior a 10 mm en los meses de abril a octubre y solo baja a un nivel significativo de 50 a 85 mm de diciembre a marzo.

## Transporte
Totoral se encuentra a 94 kilómetros por carretera al sur de la ciudad de Oruro, la capital del departamento del mismo nombre.
Desde Desaguadero en el lago Titicaca, la ruta troncal pavimentada Ruta 1 cruza las tierras altas de Bolivia en dirección norte-sur. Conduce vía El Alto y'Oruro a Pazña y de allí más al sur vía Potosí y Tarija a Bermejo en la frontera entre Bolivia y Argentina.
En Pazña, un camino de tierra se bifurca hacia el noreste hacia el Valle de Antequera, que conduce a las localidades de Avicaya, Totoral, Campamento Bolívar y Antequera.

## Demografía
La población de Totoral se ha reducido a la mitad en las últimas dos décadas:
| Año  | Población | Fuente |
| ---- | --------- | ------ |
| 1992 | 2 393     | Censo  |
| 2001 | 1 013     | Censo  |
| 2012 | 1 128     | Censo  |

La región, incluyendo Totoral, tiene una alta proporción de población quechua. En el municipio de Pazña el 66,5 por ciento de la población habla el idioma quechua.